# Seltmans
Seltmans (mundartlich: Seltmas, ouv Seltmas na) ist ein Gemeindeteil der Marktgemeinde Weitnau im bayerisch-schwäbischen Landkreis Oberallgäu.

## Geographie
Das Dorf liegt circa 2,5 Kilometer westlich des Hauptorts Weitnau. Durch den Ort fließt die Untere Argen. Östlich von Seltmans befindet sich die Iberger Kugel mit der Gemeindegrenze zu Isny im Allgäu in Baden-Württemberg. Nördlich der Ortschaft verläuft die Bundesstraße 12.

## Ortsname
Der Ortsname stammt vom Familiennamen Seltman und bedeutet Ansiedlung des Seltman.

## Geschichte
Seltmans wurde erstmals im Jahr 1558 urkundlich erwähnt. Der Ort gehörte einst der Herrschaft Hohenegg an. Im Jahr 1818 gab es sieben Wohnhäuser in Seltmans. Mit der Eröffnung der Bahnstrecke Kempten–Isny und derer Bahnstation Sibratshofen im Ort im Jahr 1909, erfuhr Seltmans eine rasche Zunahme an Einwohnern. 1984 wurde die Bahnstrecke stillgelegt.

## Kultur & Sehenswürdigkeiten

### Kultur
- Freibad Seltmans
- Rundwanderweg Riedholzer Kugel
- Gipfelkreuz Iberger Kugel
- Freizeitanlage mit Vereinshaus, Fußballplatz des TV Weitnau und Eisstockschießanlage des ESC Seltmans

### Sehenswürdigkeiten
- Ehemaliges Siechenhaus, Baudenkmal aus dem 18. Jahrhundert, Alpgaustraße 21
- Ehemalige Siechenkapelle, Baudenkmal und Bodendenkmal aus dem 17. Jahrhundert, Weidachweg 1
- Evangelische Kapelle, Kapellenweg 2
- Molasse-Wand bei Seltmans, Geotop, Felswand mit fein- bis grobkörnigen Sedimenten

Siehe auch: Liste der Baudenkmäler in Seltmans

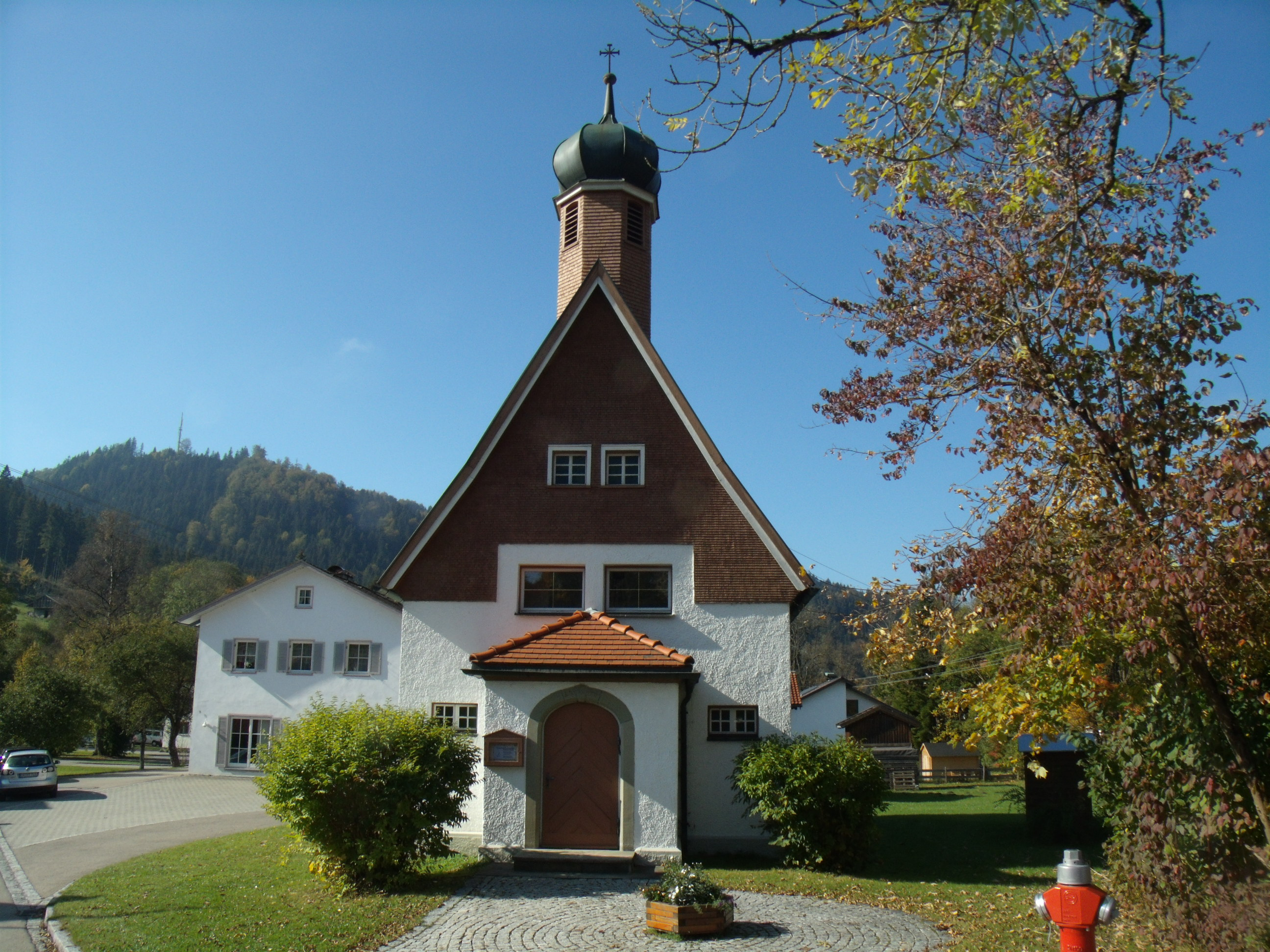
Evangelische Kapelle
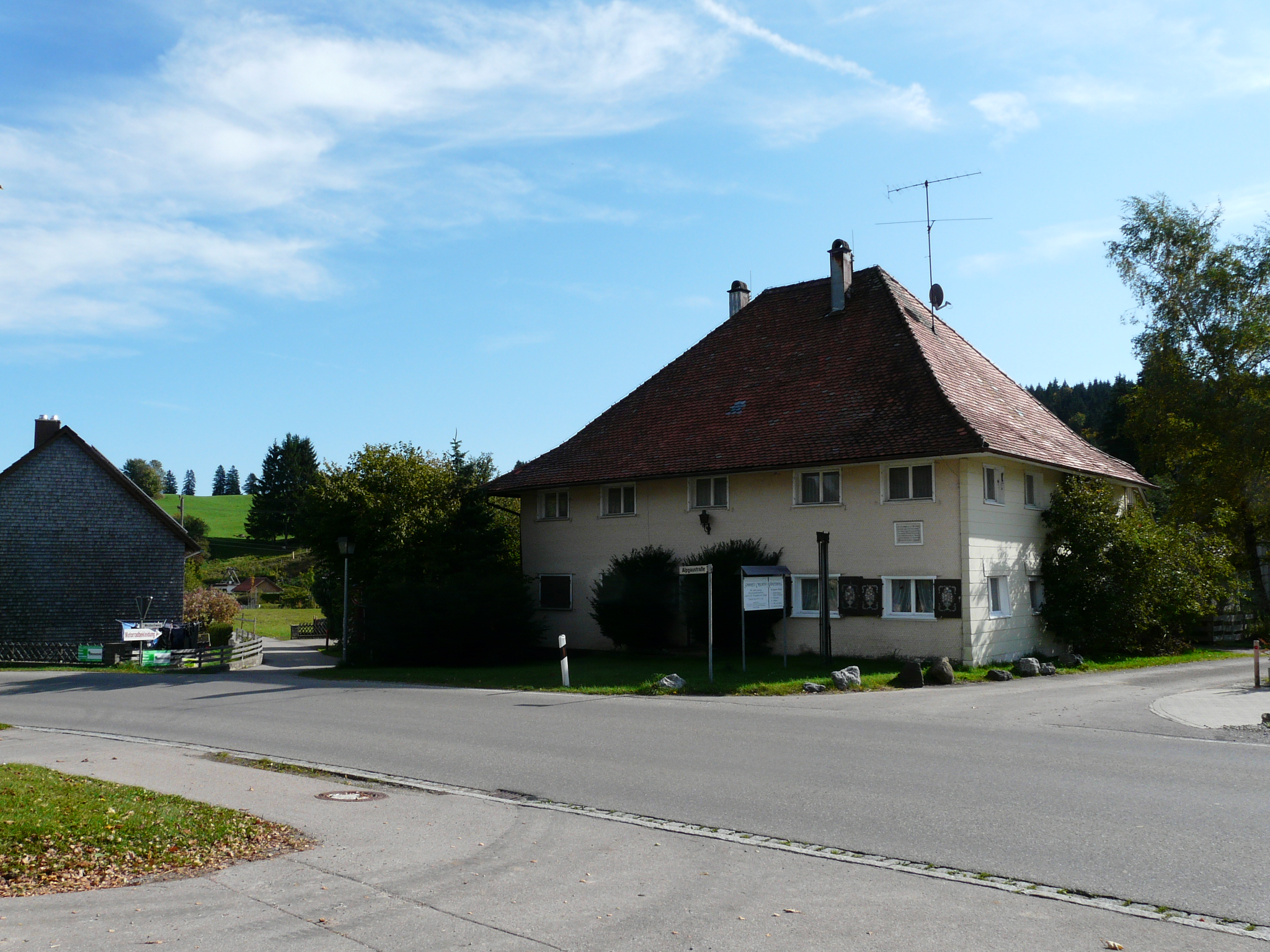
Ehemaliges Siechenhaus
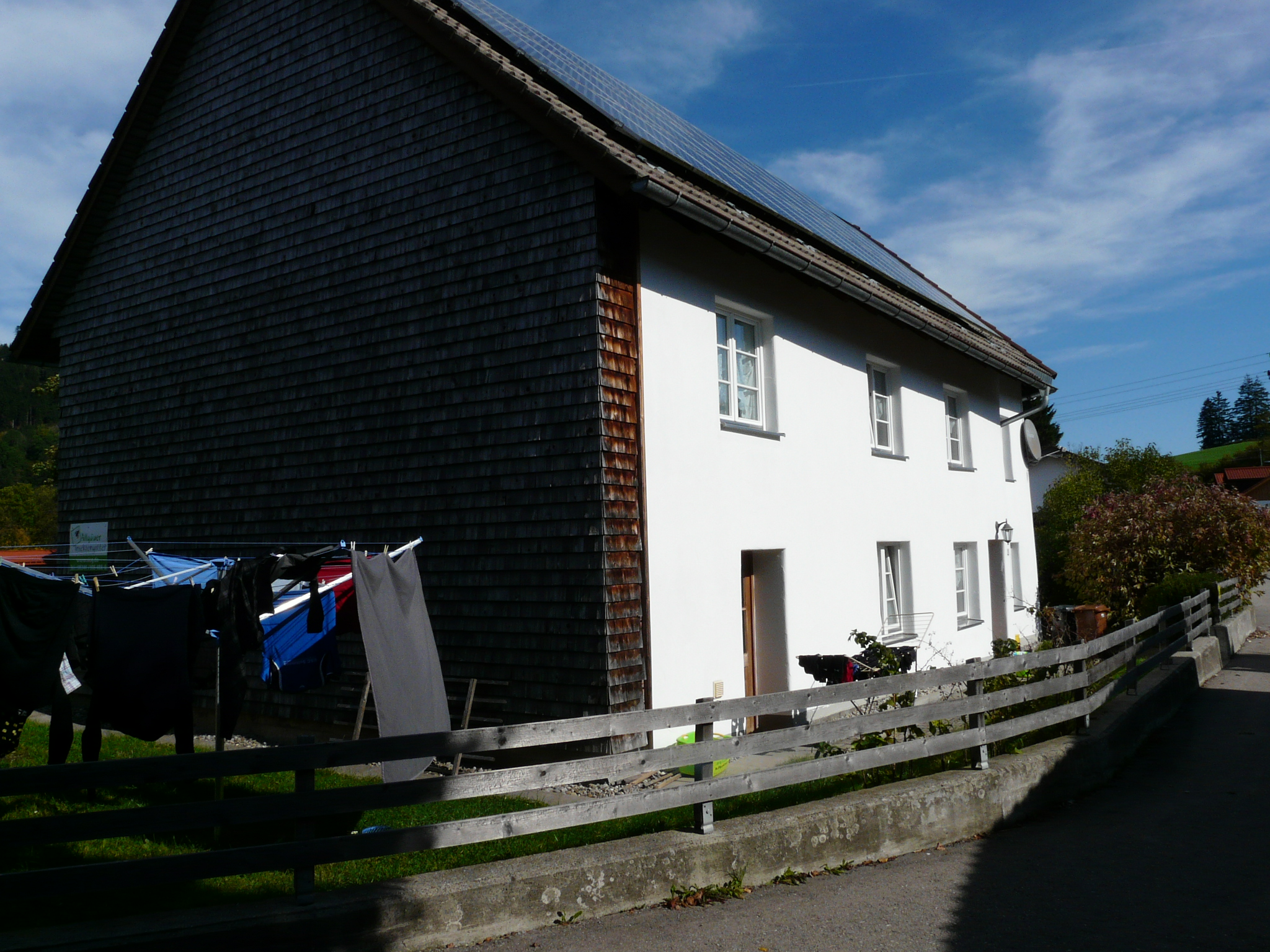
Ehemalige Siechenkapelle
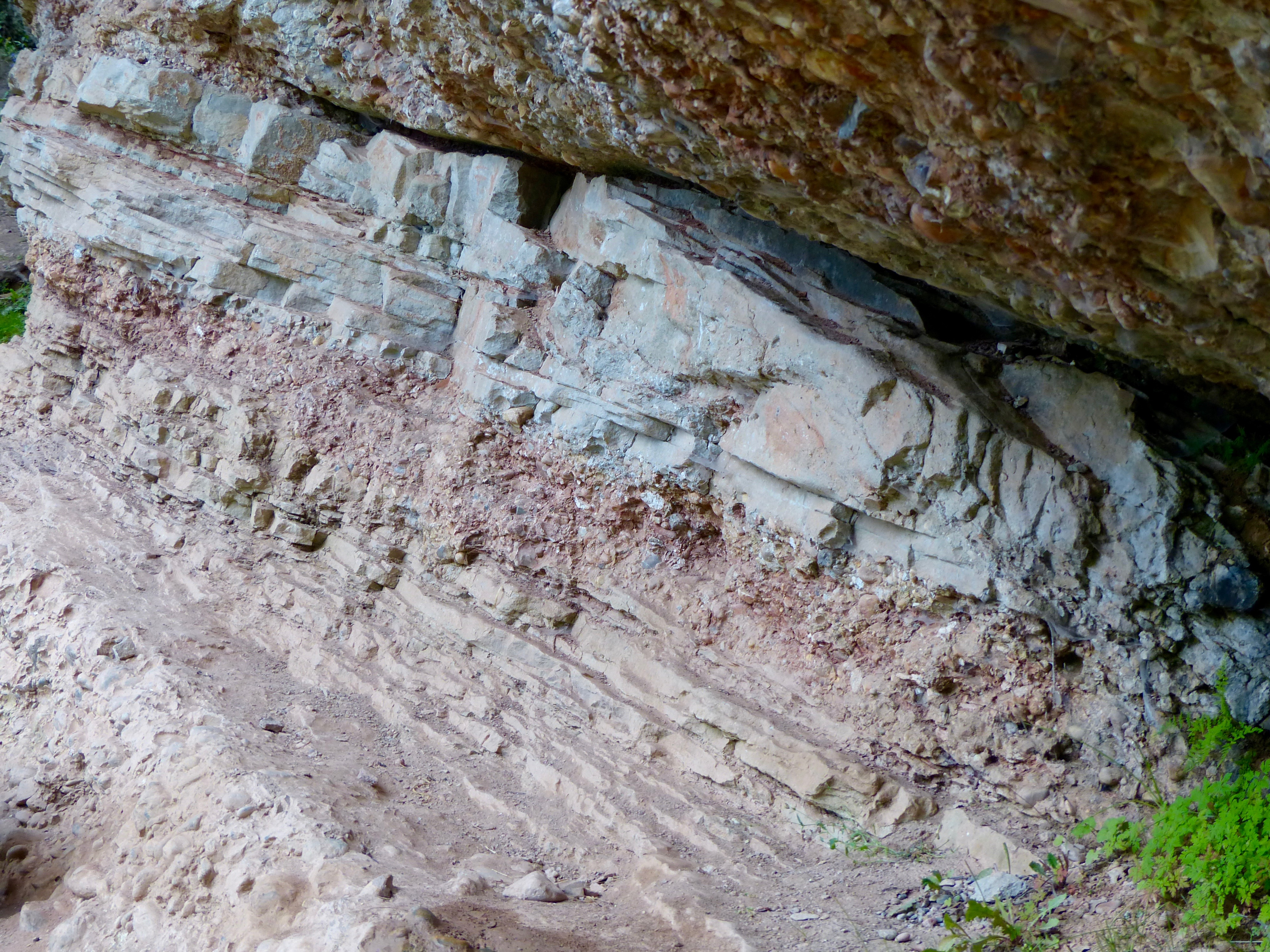
Molassewand